# Вувузела

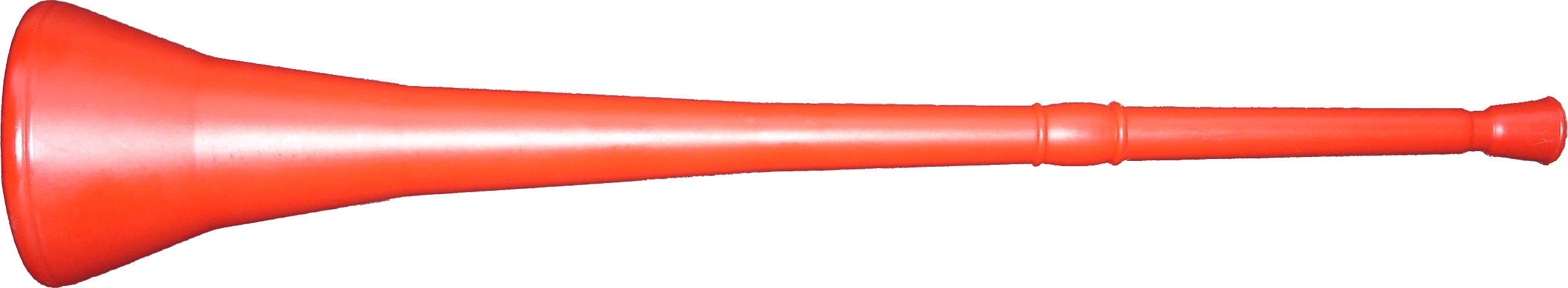
Пластиковая вувузела

Вувузе́ла (зулу vuvuzela, «делать шум») — рожок длиной до метра, ставший широко известным во время чемпионата мира по футболу 2010.

## История музыкального инструмента

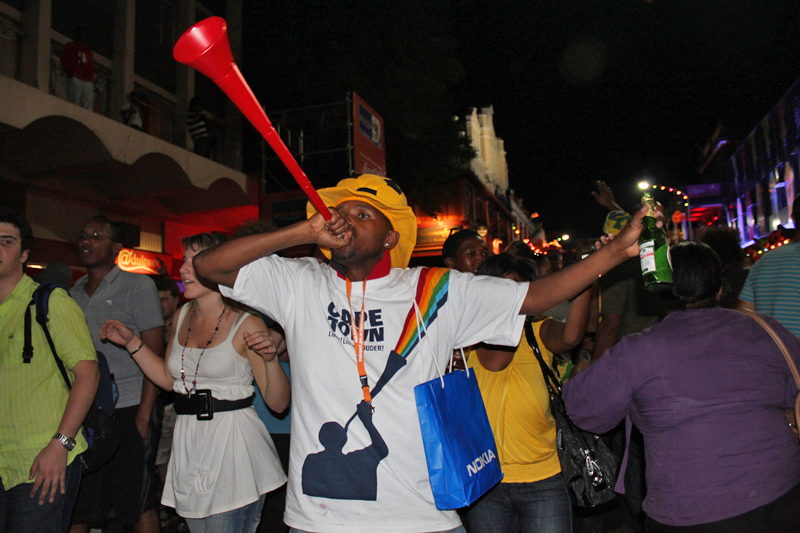
Вувузела в руках болельщика. ЮАР, 2010 год

Вувузела была изобретена южноафриканцем Фредди Мааки в 1970 году. Во время просмотра чемпионата мира по футболу 1970 года он увидел, как болельщики команд использовали на матче дудки. После этого Мааки взял трубку-гудок со своего велосипеда и стал использовать её на матчах. Позже он удлинил трубку. Изобретение Мааки было поддержано южноафриканскими болельщиками, начавшими создавать трубки из всевозможных материалов, и приобрело популярность в Южной Африке в 1990-х годах.
С 2001 года компанией Masincedane Sport, владельцем которой был Нил ван Шалквик, началось промышленное производство пластиковой версии инструмента.
При игре вувузела производит монотонный шум, похожий на жужжание роя пчел. Вувузела — незаменимое «оружие» фанатов на футбольных матчах между крупнейшими футбольными клубами Южной Африки «Кайзер Чифс» и «Орландо Пайретс». При этом болельщики «Вождей» трубят в желтые вувузелы, в то время как болельщики «Пиратов» поддерживают свою команду с помощью черно-белых инструментов.
Противники использования вувузел на стадионах заявляют, что, на их взгляд, инструмент звучит бессистемно и шумно и мешает футболистам и тренерам сосредоточиться на самой игре.
На матчах чемпионата мира по футболу 2010 вувузелы всё время звучали на одной и той же высоте звука — си бемоль малой октавы. В связи с этим появились предложения «отфильтровывать» эту частоту из аудиопотока с целью повышения качества телетрансляций.
Французская компания Audionamix реализовала такую систему фильтрации, и она была впервые применена 16 июня 2010 года во время трансляции матча ЮАР — Уругвай телеканалами Sky Deutschland и Canal+.
Утверждения, что вувузелы имеют глубокие корни в африканской культуре, неоднократно подвергались сомнению. Однако известно, что в племенах Африки аборигены трубили в изготовленные из рогов антилопы рожки, чтобы оповестить племя о собрании. Также вувузелы, возможно, использовались при охоте для отпугивания павианов.
Летом 2010 года — во время проведения чемпионата мира по футболу в ЮАР — вувузела достигла пика популярности. Вувузелой был назван открытый в 2010 году в ЮАР вид цветка — Moraea vuvuzela.
Польский профсоюз «Солидарность» намеревался использовать на своих митингах и демонстрациях порядка 200—300 вувузел на 7—10 тысяч человек.
Российский бизнесмен решил в день финала чемпионата мира преподнести её в подарок своему деловому партнёру из ЮАР вувузелу, инкрустированную золотом и алмазами, которую он приобрёл в Австрии за 17 тысяч евро, а одна уругвайская семья решила назвать Вувузелой свою дочь.

## Использование на Кубке Конфедерации-2009 и Чемпионате Мира-2010

### Критика использования вувузел

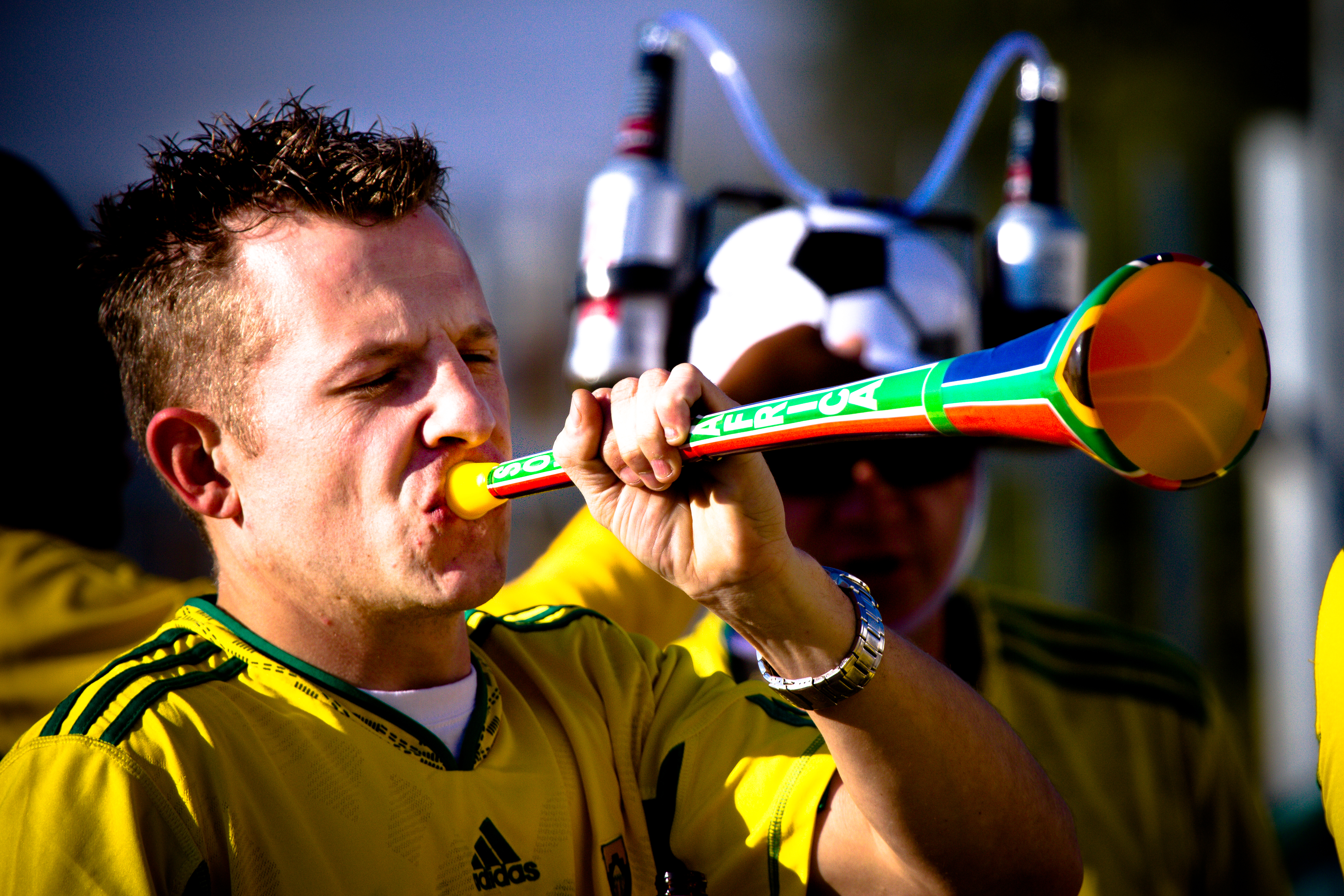
Вувузела болельщика сборной ЮАР по футболу в расцветке флага ЮАР. 11 июня 2010 года, Гаутенг

Вувузелы привлекли к себе большое внимание во время проведения Кубка конфедераций 2009, прошедшего в Южной Африке. ФИФА пригрозила запретить использование вувузел на Чемпионате мира 2010, объясняя это тем, что хулиганы могут использовать их как оружие, а также тем, что различные компании получат возможности размещать коммерческую рекламу на вувузелах. Однако Южноафриканская футбольная ассоциация заявила, что вувузелы являются неотъемлемой частью культуры южноафриканских футбольных болельщиков, и ФИФА в июле 2009 года сняла запрет. Вувузелы были разрешены на всех матчах Кубка конфедераций 2009 и не запрещены на Чемпионате мира 2010.
Некоторые футбольные комментаторы, игроки, а также интернациональная аудитория зрителей выступали против вувузел на международных соревнованиях, проводимых под эгидой ФИФА. ФИФА получила жалобы от нескольких европейских телевещателей, которые высказались в поддержку запрета на использование вувузел во время проведения Чемпионата мира 2010, поскольку их шум заглушает комментаторов. Нападающий сборной Португалии Криштиану Роналду заявил, что шум мешает игрокам сконцентрироваться на игре.
19 июня 2010 года столица Уэльса Кардифф первым в Соединённом Королевстве объявил о введении полного запрета на использование пресловутых вувузел на всех трёх главных стадионах города. Данный шаг стал ответом на возможное появление назойливых южноафриканских дудок на спортивных турнирах в Британии.
В августе 2010 года Профессиональная футбольная лига Франции запретила использование вувузел на матчах чемпионата страны.
1 сентября 2010 года стало известно и о запрете использования вувузел со стороны Европейского футбольного союза (УЕФА) на футбольных матчах, проводимых под его эгидой. Как сообщает официальный сайт УЕФА, все 53 национальные ассоциации проинформированы о решении, принятом в интересах защиты культуры и традиций европейского футбола.

### Защита использования вувузел

#### Яркость атмосферы
Южноафриканские болельщики, однако, заявляют, что этот инструмент создает яркую и живую атмосферу на стадионе, что это часть южноафриканской футбольной культуры и возможность высказать свою преданность команде. В то время как фанаты в других странах бьют в барабаны, дудят в трубы и поют, южноафриканские болельщики играют на вувузелах.

#### Заявление Зеппа Блаттера
ФИФА заявила, что обсудит проблему с местным комитетом по подготовке чемпионата мира 2010, однако уже по завершении Кубка конфедераций, на котором они будут официально разрешены. Президент ФИФА Зепп Блаттер высказался против запрета на вувузелы, заявив: «Нам не следует европеизировать африканский чемпионат мира».

#### Телевизоры с фильтром вувузел
Тем не менее противники вувузел могут отфильтровать их звук с помощью телевизора. Это позволяют сделать все модели телевизоров LG 2009—2010 годов, оснащённые функцией Clear Voice II.
Звучание вувузелы состоит из набора колебаний, основанного на частоте 233 Гц и дополненного обертонами с частотами 466, 932 и 1864 Гц.
Диапазон 233 Гц недоступен для большинства динамиков телевизоров, а функция Clear Voice II помогает убрать остальные шумы и сделать голос комментатора более четким.

#### ФИБА запретила вувузелы на чемпионате мира в Турции
Международная баскетбольная федерация приняла решение запретить болельщикам использовать вувузелы на чемпионате мира по баскетболу в Турции, предупредив, что охранники будут конфисковывать вувузелы при входе на матчи. Патрик Бауманн, генеральный секретарь ФИБА и член международного олимпийского комитета, заявил: «Мы хотим, чтобы болельщики производили много шума и получали удовольствие, но при этом без риска испортить удовольствие другим».

## Изображения

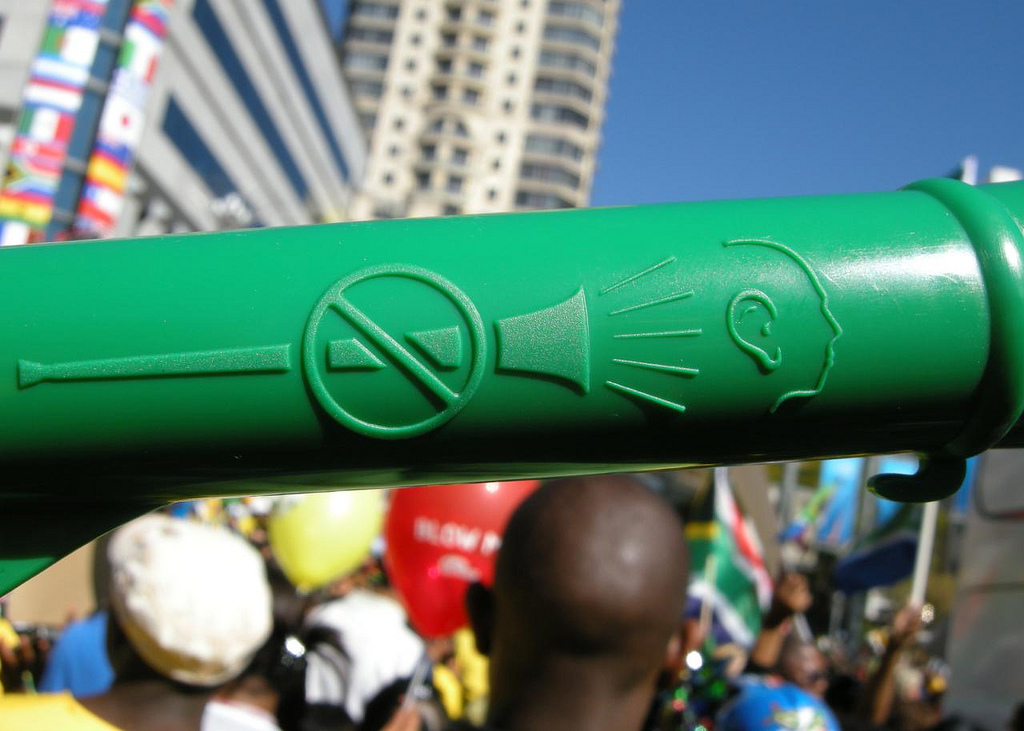
Значок-предупреждение на вувузеле. 2010 год
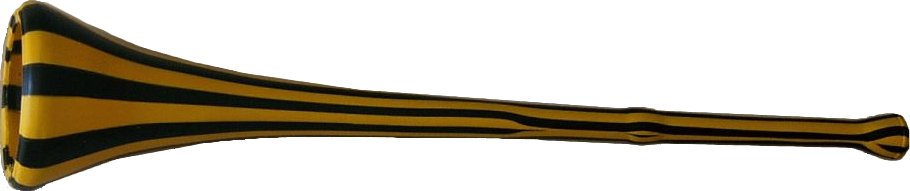
Вувузела
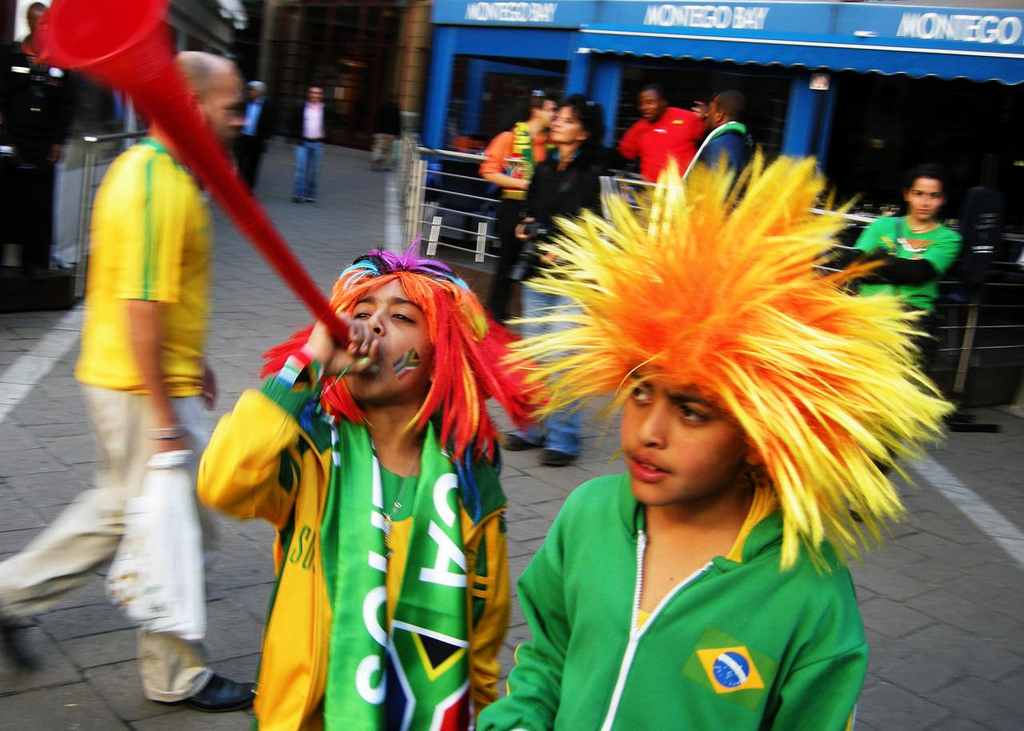
Вувузела в руках болельщиков сборной Бразилии по футболу в День Вувузелы
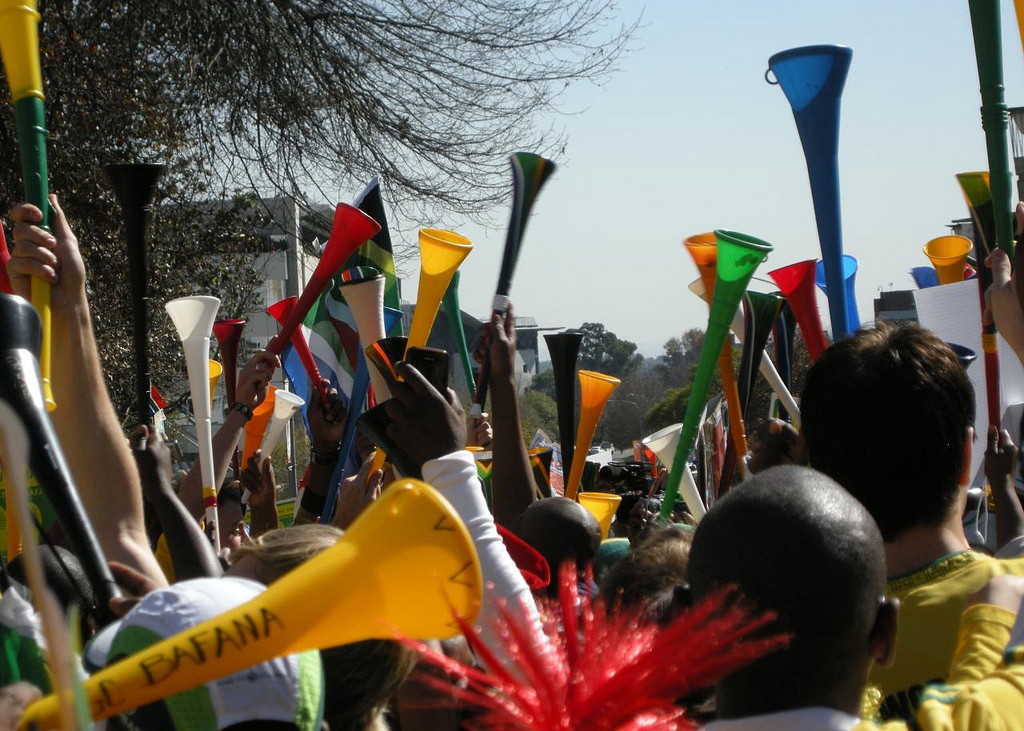
Вувузелы разного цвета в День Вувузелы